# فيكتور دي كارفالهو
فيكتور دي كارفالهو مواليد 20 فبراير 1969 في لواندا، هو لاعب كرة سلة أنغولي سابق. لعب مع بترو إتليتيكو. مثّل منتخب بلاده. شارك في دورة الألعاب الأولمبية الصيفية سنة 1992. حقق المركز الأول في بطولة أمم أفريقيا لكرة السلة 1993. اعتزل اللعب في 2010.

## سجل المنافسة
شارك في المنافسات التالية:
- الألعاب الأولمبية الصيفية 2004
- الألعاب الأولمبية الصيفية 2000
- الألعاب الأولمبية الصيفية 1996
- الألعاب الأولمبية الصيفية 1992

## الميداليات
| الميدالية | المسابقة                          |
| --------- | --------------------------------- |
| ذهبية     | بطولة أمم أفريقيا لكرة السلة 1993 |
| ذهبية     | بطولة أمم أفريقيا لكرة السلة 1995 |
| ذهبية     | بطولة أمم أفريقيا لكرة السلة 1999 |
| ذهبية     | بطولة أمم أفريقيا لكرة السلة 2003 |
| ذهبية     | بطولة أمم أفريقيا لكرة السلة 2007 |
| برونزية   | بطولة أمم أفريقيا لكرة السلة 1997 |

## روابط خارجية
- فيكتور دي كارفالهو على موقع الاتحاد الدولي لكرة السلة (الإنجليزية)
- فيكتور دي كارفالهو على موقع كرة السلة الأوروبية.كوم (الإنجليزية)
- فيكتور دي كارفالهو على موقع سبورتس رفرنس (الإنجليزية)
- فيكتور دي كارفالهو على موقع أوليمبيديا (الإنجليزية)